# Sprühfahne

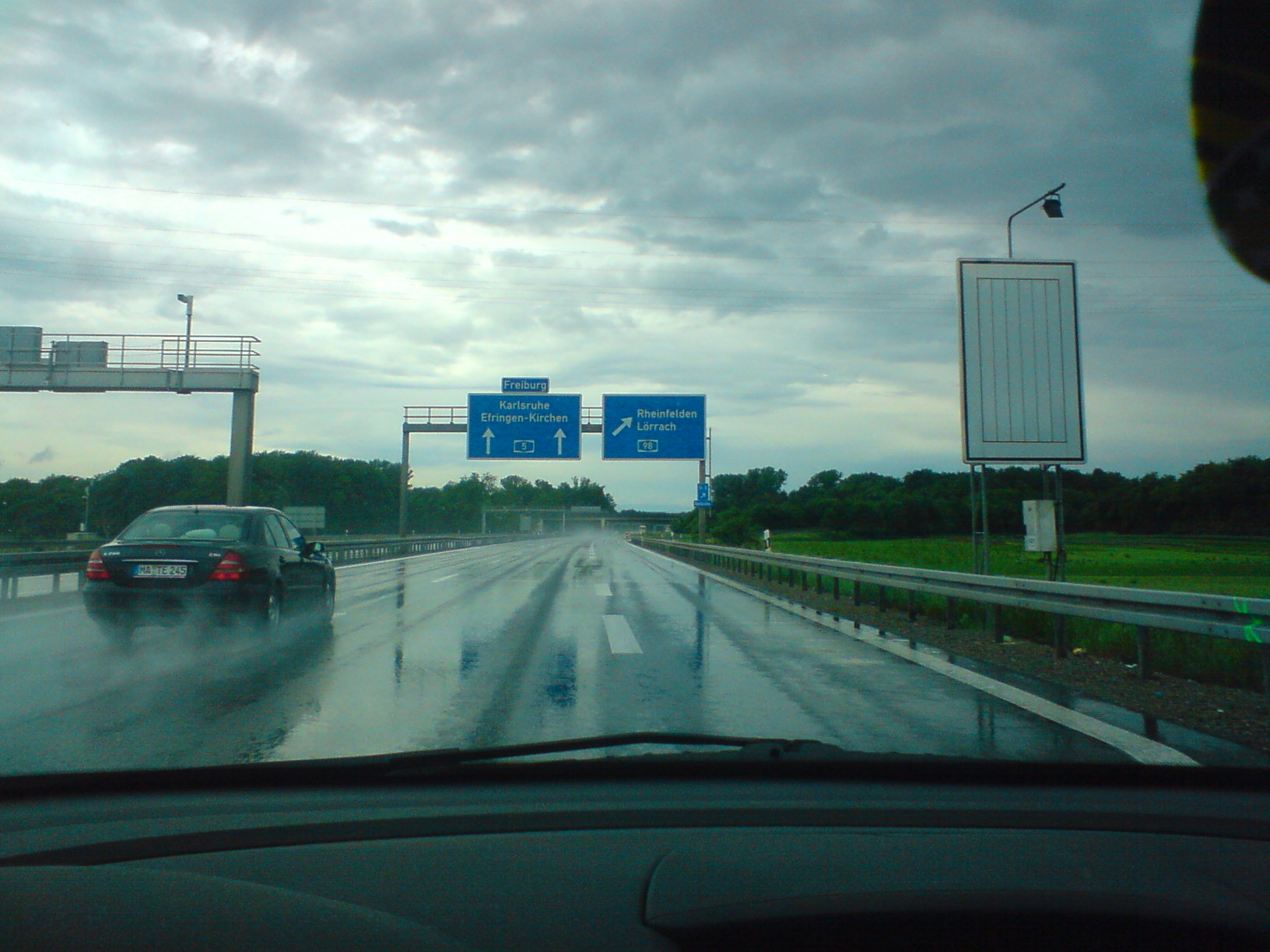
Sprühfahnenbildung bei nasser Fahrbahn

Als Sprühfahne wird Oberflächenwasser bezeichnet, das beim Überfahren einer nassen Fahrbahn mit einem Fahrzeug aufgewirbelt wird. Ursache hierfür ist ein Sog, der ab einer bestimmten Geschwindigkeit unter dem Fahrzeug herrscht. Durch das aufgewirbelte Wasser kann die Sicht stark behindert werden und damit die Unfallgefahr steigen.
Um die Bildung von Sprühfahnen weitestgehend zu vermeiden, muss das Oberflächenwasser schnellstmöglich abgeführt werden. Diese Aufgabe übernimmt in der Regel die Querneigung der Fahrbahn. Allerdings können starke Niederschläge sowie Unebenheiten in der Fahrbahn (beispielsweise Spurrinnen) den raschen Abfluss des Oberflächenwassers beeinträchtigen. Besonders wirkungsvoll sind so genannte offenporige Asphaltbeläge (auch Drainasphalt genannt). Aufgrund der großen Hohlräume im Asphalt dringt das Oberflächenwasser in die Deckschicht ein und wird dort abgeleitet, wodurch Sprühfahnenbildung nahezu vollständig verhindert werden kann.